# 下一屆巴勒斯坦立法選舉
根據2014年4月的《法塔赫-哈馬斯加薩協議》，立法選舉原定於2014年4月至10月在巴勒斯坦國舉行。但選舉被無限期推遲。
2017年10月，哈馬斯與法塔赫簽署了和解協議，其中談到哈馬斯同意解散加薩統一政府，並在2018年底前舉行大選，但又再次沒有舉行選舉。馬哈茂德·阿巴斯於2019年9月26日在聯合國大會上的講話中宣布他打算一旦返回西岸就定選舉日期。哈馬斯的回應是表示準備舉行「全面大選」。但11月6日，哈馬斯和巴勒斯坦伊斯蘭聖戰組織拒絕了阿巴斯舉行選舉的條件，要求候選人承認簽署的協議由法塔赫來運行。阿巴斯於2019年11月11日表示，除非包括東耶路撒冷和加沙地帶在內，否則將不會進行新的巴勒斯坦選舉。
2019年11月26日，哈馬斯確認已與巴勒斯坦中央選舉委員會達成協議參加選舉，哈馬斯在任何情況下均不接受將耶路撒冷排除在外。2019年12月10日，巴勒斯坦權力機構要求以色列允許東耶路撒冷居民在計劃的選舉中投票，以色列官員說，這一要求現在將提交給安全內閣。
2021年1月15日，阿巴斯宣佈立法選舉定於2021年5月22日舉行。2021年4月30日，阿巴斯宣佈選舉无限期延期。

## 背景
阿巴斯於2005年1月9日當選巴勒斯坦民族權力機構主席（總統），任期原定於2009年1月9日屆滿。巴勒斯坦立法委員會最近一次選舉於2006年1月25日舉行。此後總統和立法機關都沒有新的選舉；在此期間巴勒斯坦國僅舉行了地方選舉。

## 選舉制度
2007年阿巴斯單方面將立法委員會席位改為全部由比例代表制產生。此舉被視為是為了減少哈馬斯在下次大選中可以勝選的機會。控制立法委員會的哈馬斯宣布此舉為非法。
2021年立法選舉的候選人登記於2021年3月31日截止。

## 民意調查
| 民調機關  | 調查日期         | 來源 | Fatah     | Hamas          | PFLP   | PNI    | Third Way | DFLP   | PPP    | Undecided/Other | Margin of error | Lead |        |   |        |    |       |    |
| --------- | ---------------- | ---- | --------- | -------------- | ------ | ------ | --------- | ------ | ------ | --------------- | --------------- | ---- | ------ | - | ------ | -- | ----- | -- |
| 民調機關  | 調查日期         | 來源 | PCPSR-KAS | 9-12 June 2021 |        | 19     | 36        | 2      | 2      | Undecided/Other | Margin of error | Lead | 不適用 | 2 | 不適用 | 39 | ±3 pp | 17 |
| PCPSR-KAS | 14–19 March 2021 |      | 43        | 30             | 不適用 | 不適用 | 不適用    | 不適用 | 不適用 | 27              | ±3 pp           | 13   |        |   |        |    |       |    |
| PCPSR     | 2020年12月27日   |      | 38        | 34             | 不適用 | 不適用 | 不適用    | 不適用 | 不適用 | 28              | ±3 pp           | 4    |        |   |        |    |       |    |

## 外部連結
- Fact sheet on the Presidential election（页面存档备份，存于）